# Alpena County
Alpena County är ett administrativt område i delstaten Michigan, USA. År 2010 hade countyt 29 598 invånare. Den administrativa huvudorten (county seat) är Alpena. 

## Geografi
Enligt United States Census Bureau så har countyt en total area på 4 390 km². 1 487 km² av den arean är land och 2 903 km² är vatten. 

### Angränsande countyn
- Alcona County - syd
- Oscoda County - sydväst
- Montmorency County - väst
- Presque Isle County - nordväst
- Huronsjön (engelska: Lake Huron; franska: Lac Huron) - öst

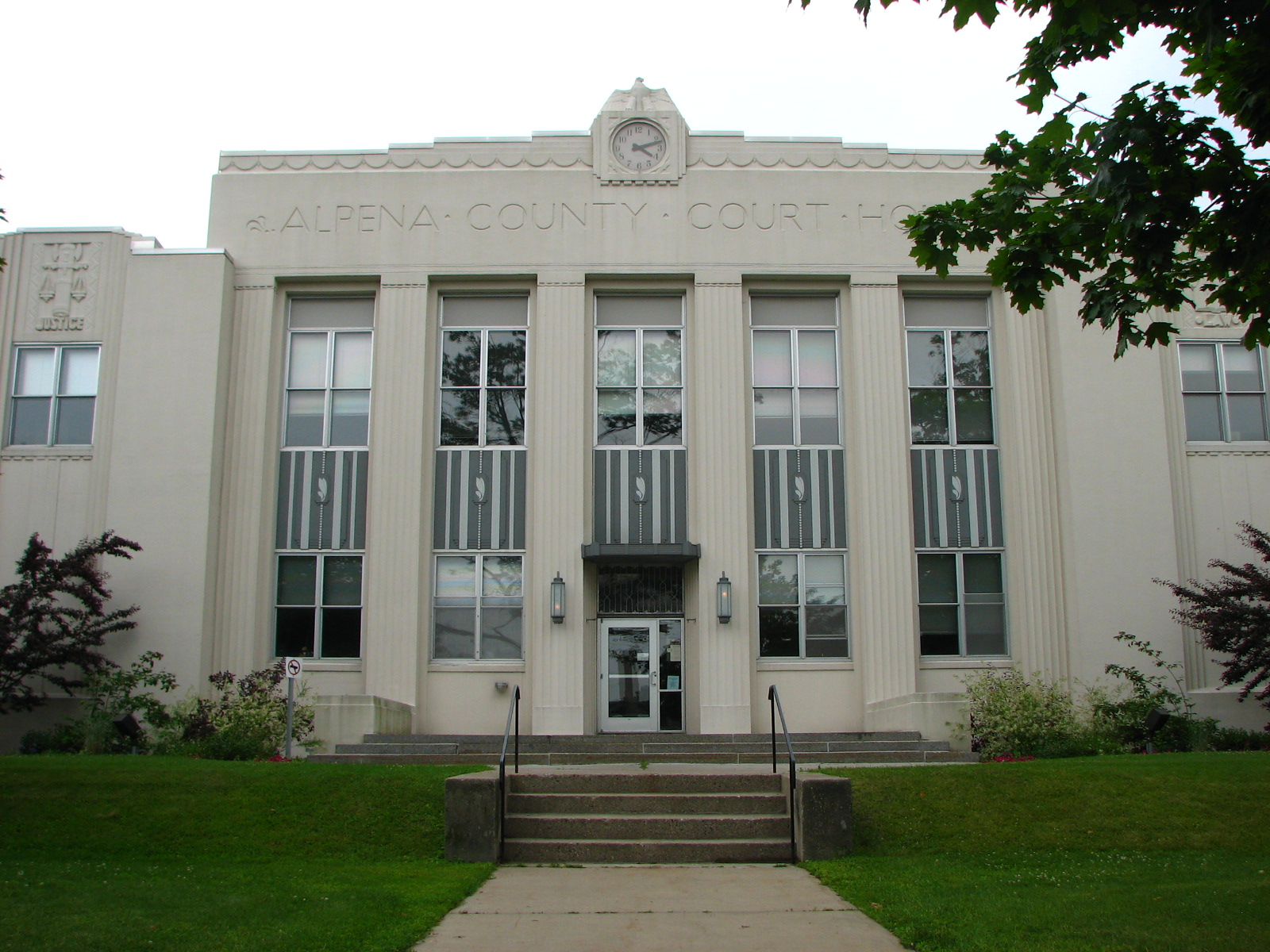
Alpena County Courthouse i Alpena.